# Odostomia chinooki
Odostomia chinooki är en snäckart som beskrevs av Bartsch 1927. Odostomia chinooki ingår i släktet Odostomia och familjen Pyramidellidae. Inga underarter finns listade i Catalogue of Life.